# Вицен
Вицен (њем. Wietzen) општина је у њемачкој савезној држави Доња Саксонија. Једно је од 36 општинских средишта округа Нинбург (Везер). Према процјени из 2010. у општини је живјело 2.148 становника. Посједује регионалну шифру (AGS) 3256036.

## Географски и демографски подаци
Вицен се налази у савезној држави Доња Саксонија у округу Нинбург (Везер). Општина се налази на надморској висини од 45 метара. Површина општине износи 40,4 km². У самом мјесту је, према процјени из 2010. године, живјело 2.148 становника. Просјечна густина становништва износи 53 становника/km².